# Mutakkil-Marduk
Mutakkil-Marduk (akad. Mutakkil-Marduk; w transliteracji z pisma klinowego zapisywane mmu-tak/tàk-kil-dAMAR.UTU i mmu-tak-kil-dMES; tłum. „Marduk jest tym, który wspiera/dodaje odwagi”) – wysoki dostojnik za rządów asyryjskiego króla Adad-nirari III (810-783 p.n.e.), noszący tytuł „naczelnego eunucha” (akad. rab ša rēši); według asyryjskich list i kronik eponimów w 798 r. p.n.e. pełnić miał też urząd eponima (akad. limmu).